# AS4 (Schnittstelle)
AS4 (Applicability Statement 4; deutsch Anwendbarkeit-Feststellung 4) ist ein offener Standard für den sicheren und nutzdatenunabhängigen (en: payload-agnostic) Austausch von Business-to-Business-Dokumenten mithilfe von Webservices. Der sichere Dokumentenaustausch wird durch Aspekte der WS-Security geregelt, darunter XML-Encryption und digitale XML Signaturen. Nutzdatenunabhängig (en: Payload agnosticism) bezieht sich darauf, dass der Dokumenttyp (z. B. Bestellung, Rechnung usw.) nicht an eine definierte SOAP-Aktion oder -Operation gebunden ist.
Es handelt sich um ein Konformitätsprofil der OASIS ebMS 3.0 (EbXML Messaging Services) Spezifikation.
AS4 wurde 2013 zum OASIS-Standard und 2020 zum ISO-Standard. Die meisten AS4-Profilierungspunkte, die die ebMS 3.0-Spezifikation einschränken, basieren auf den funktionalen Anforderungen der AS2-Spezifikation. Durch die Verkleinerung von ebMS 3.0 unter Verwendung von AS2 als Blaupause bietet AS4 eine Einstiegsrampe für Web-Services im B2B-Bereich, indem es die Komplexität von Web-Services vereinfacht.

## Wichtige technische Highlights
- Unterstützung für die umhüllende Struktur von SOAP 1.1 und 1.2
- Nutzlast-Agnostizismus
- Unterstützung für einzelne oder mehrere Nutzlasten, die entweder im SOAP-Körper oder als SOAP-Anhang(e) enthalten sind.
- Unterstützung für Nutzlastkomprimierung
- Unterstützung für Sicherheit auf Nachrichtenebene, einschließlich verschiedener Kombinationen aus digitaler XML-Signatur und/oder XML-Verschlüsselung
- Unterstützung für X.509-Sicherheitstoken und Benutzername/Passwort-Token
- Unterstützung für den geschäftlichen Empfang einer Nichtabstreitbarkeit ähnlich der Message Disposition Notification (MDN),[5] die von AS2 verwendet und von der ebXML-BPSS-Gruppe als XML-Schema angegeben wird
- Unterstützung für das ebMS 3.0 One-Way/Push-Nachrichtenaustauschmuster mit Unterstützung für synchrone oder asynchrone Antworten
- Unterstützung für das ebMS 3.0 One-Way/Pull-Nachrichtenaustauschmuster, das für den Austausch von Dokumenten mit nicht adressierbaren Endpunkten von Vorteil ist